# Gold River 21
Gold River 21 är ett reservat i Kanada.   Det ligger i provinsen Nova Scotia, i den sydöstra delen av landet, 900 km öster om huvudstaden Ottawa.
I omgivningarna runt Gold River 21 växer i huvudsak blandskog. Runt Gold River 21 är det glesbefolkat, med 9 invånare per kvadratkilometer.